# كارغولوكس
خطوط كارغولوكس الجوية الدولية أو كما تُعرف اختصاراً كارغولوكس هي شركة شحن جوي يقع مقرها الرئيسي في مطار لوكسمبورغ في ساندفيلر، لوكسمبورغ، هي تعتبر من أضخم شركات الشحن في أوروبا. لديها 85 مكتبًا في أكثر من 50 دولة اعتبارًا من 2018 ، وتدير شبكة نقل بالشاحنات عالمية إلى أكثر من 250 وجهة.

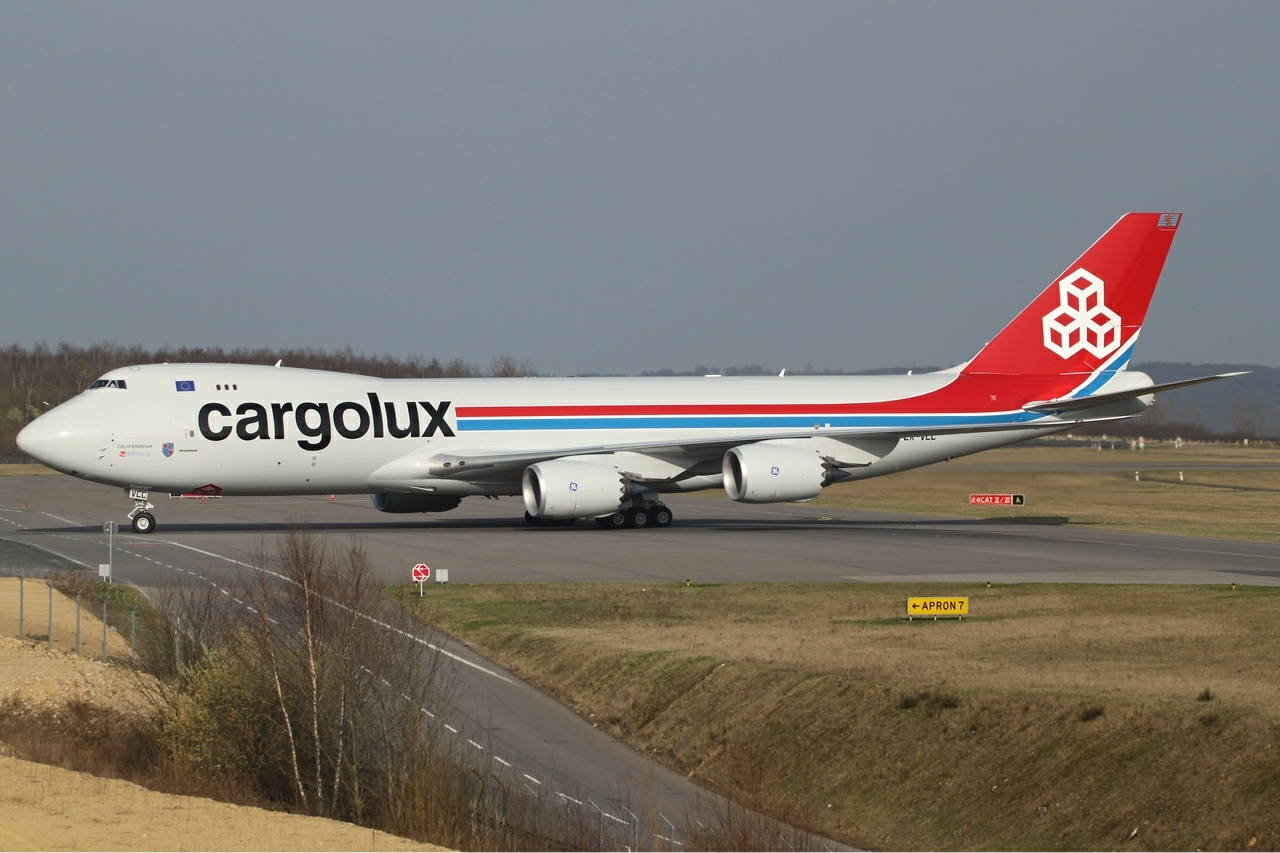
إحدى طائرات كارغولوكس بوينغ 747-8

## الأسطول

### الأسطول الحالي

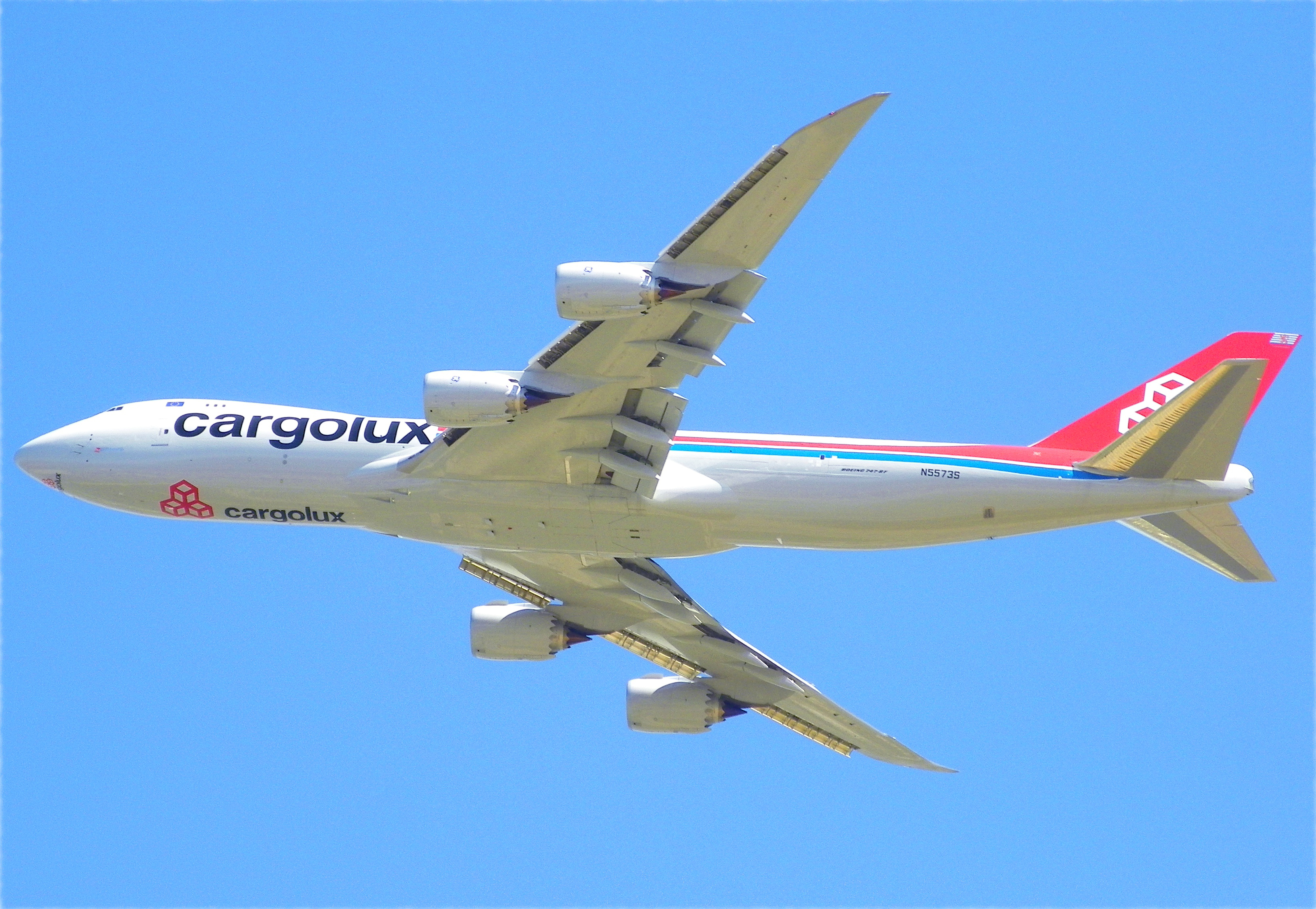
A Cargolux Boeing 747-8F

اعتبارًا من سبتمبر 2021، تشغل كارغولوكس الطائرت التالية:
| الطائرة          | في الخدمة | مطلوبة | ملاحظات                 |  |
| ---------------- | --------- | ------ | ----------------------- |  |
| بوينغ 747-400    | 6         | —      |                         |  |
| بوينغ 747-400 إف | 7         | —      |                         |  |
| بوينغ 747-400 إف | 3         | —      | لصالح كارغولوكس إيطاليا |  |
| بوينغ 747-8      | 14        | —      |                         |  |
| بوينغ 777 أكس    | —         | 10     | لتحل محل بوينغ 747-400  |  |
| المجموع          | 30        | 10     |                         |  |

### الأسطول السابق
سبق أسطول كارغولوكس تشغيل الطائرات التالية:
| الطائرة           | المجموع | أدخلت | سحبت | ملاحظات                            |
| ----------------- | ------- | ----- | ---- | ---------------------------------- |
| بوينغ 747-100     | 6       | 1986  | 1988 |                                    |
| بوينغ 747-200     | 12      | 1979  | 2003 |                                    |
| بوينغ 747-400     | 3       | 2010  | 2016 |                                    |
| Canadair CL-44    | 6       | 1970  | 1978 |                                    |
| دوغلاس دي سي-8-53 | 1       | 1978  | 1979 |                                    |
| دوغلاس دي سي-8-54 | 1       | 1985  | 1985 |                                    |
| دوغلاس دي سي-8-55 | 1       | 1974  | 1975 | مستأجرة من Seaboard World Airlines |
| دوغلاس دي سي-8-63 | 10      | 1973  | 1984 |                                    |

## وصلات خارجية
cargolux.com الموقع الرسمي (إنجليزي)